# Jwaneng Galaxy FC
Der Jwaneng Galaxy Football Club ist ein 2014 gegründeter Fußballverein aus Jwaneng, Botswana. Der Verein spielt aktuell in der ersten Liga, der Botswana Premier League.

## Erfolge
- Botswanischer Meister: 2020, 2023, 2024
- Botswanischer Vizemeister: 2017, 2018, 2019
- FA Challenge Cup: 2024
- Botswana First Division South: 2015
- Mascom Top 8 Cup: 2017, 2019

## Stadion
Seine Heimspiele trägt der Verein im Galaxy Stadium in Jwaneng aus. Das Stadion hat ein Fassungsvermögen von 2000 Personen.
Koordinaten: 24° 35′ 43″ S, 24° 44′ 7,5″ O

## Saisonplatzierung
Stand: Juni 2023
| Saison  | Liga                          | Level | Platz            | Botswana FA Cup |
| ------- | ----------------------------- | ----- | ---------------- | --------------- |
| 2014/15 | Botswana First Division South | 2     | 1. ▲             |                 |
| 2015/16 | Botswana Premier League       | 1     | 7.               |                 |
| 2016/17 | Botswana Premier League       | 1     | 2.               |                 |
| 2017/18 | Botswana Premier League       | 1     | 2.               |                 |
| 2018/19 | Botswana Premier League       | 1     | 2.               | Viertelfinale   |
| 2019/20 | Botswana Premier League       | 1     | 1.               | Viertelfinale   |
| 2020/21 | Botswana Premier League       | 1     | keine Austragung |                 |
| 2021/22 | Botswana Premier League       | 1     | 3.               | Viertelfinale   |
| 2022/23 | Botswana Premier League       | 1     | 1.               |                 |
| 2023/24 | Botswana Premier League       | 1     | 1.               | Sieger          |

- Anmerkung: Der FA Cup wurde 2020 nach dem Achtelfinale wegen der COVID-19-Pandemie abgebrochen.

## Trainerchronik
Stand: Februar 2020
| Trainer                  | Nation   | von               | bis           |
| ------------------------ | -------- | ----------------- | ------------- |
| Kinnah Phiri             | Malawi   | 13. Dezember 2017 | 30. Juni 2020 |
| Zlatko Krmpotić          | Serbien  | 15. Januar 2018   | 23. Juli 2018 |
| Jorge Duarte             | Portugal | 31. Juli 2018     | 30. Juni 2020 |
| Losikalame Keatlholetswe | Botswana | 1. Oktober 2020   | heute         |